# Цилиарная мышца

1 — Склера. 2 — Сосудистая оболочка. 3 — Канал Шлемма. 4 — Корень радужки. 5 — Роговица. 6 — Радужка. 7 — Зрачок. 8 — Передняя камера глаза. 9 — Задняя камера глаза. 10 — Цилиарное тело. 11 — Хрусталик. 12 — Стекловидное тело. 13 — Сетчатка. 14 — Зрительный нерв. 15 — Зонулярные волокна.

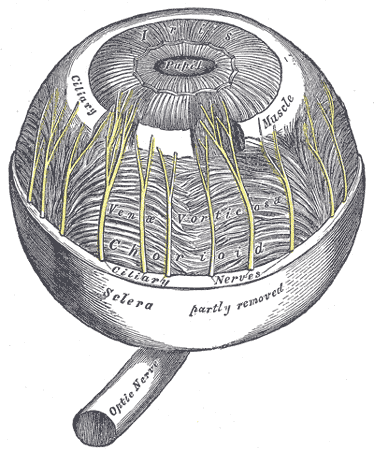

Цилиарная мышца, или ресничная мышца (лат. musculus ciliaris) — внутренняя парная мышца глаза, которая обеспечивает аккомодацию. Содержит гладкие мышечные волокна.

## Строение
Цилиарная мышца имеет кольцевидную форму и составляет основную часть цилиарного тела. Расположена вокруг хрусталика.
В толще мышцы различают следующие типы гладкомышечных волокон:
- Меридиональные волокна (мышца Брюкке) прилегают непосредственно к склере и крепятся к внутренней части лимба, частично вплетаются в трабекулярную сеть. При сокращении мышцы Брюкке происходит перемещение цилиарной мышцы вперед. Мышца Брюкке участвует в фокусировке на дальних предметах, её деятельность необходима для процесса дезаккомодации. Не имеет такого большого значения, как мышца Мюллера. Кроме того, сокращение и расслабление меридиональных волокон вызывает увеличение и уменьшение размеров пор трабекулярной сети, а соответственно, изменяет и скорость оттока водянистой влаги в канал Шлемма.
- Радиальные волокна (мышца Иванова) отходят от склеральной шпоры в сторону цилиарных отростков. Как и мышца Брюкке, обеспечивает дезаккомодацию.
- Циркулярные волокна (мышца Мюллера) расположены во внутренней части цилиарной мышцы. При их сокращении сужается внутреннее пространство, натяжение волокон цинновой связки ослабляется, и эластичный хрусталик приобретает более сферическую форму. Изменение кривизны хрусталика приводит к изменению его оптической силы и перемещению фокуса на близкие предметы. Таким образом осуществляется процесс аккомодации.

Процесс аккомодации — это сложный процесс, который обеспечивается сокращением всех трех вышеназванных видов волокон.
В местах прикрепления к склере ресничная мышца сильно истончается.

## Иннервация
Меридиональные и циркулярные волокна получают парасимпатическую иннервацию в составе коротких цилиарных ветвей (nn.ciliaris breves) от цилиарного узла. Парасимпатические волокна берут начало от дополнительного ядра глазодвигательного нерва (nucleus oculomotorius accessorius) и в составе корешка глазодвигательного нерва (radix oculomotoria, глазодвигательный нерв, III пара черепных нервов) вступают в цилиарный узел.
Радиальные волокна получают симпатическую иннервацию от внутреннего сонного сплетения, расположенного вокруг внутренней сонной артерии.
Чувствительная иннервация обеспечивается цилиарным сплетением, образующимся из длинных и коротких ветвей цилиарного нерва, которые направляются в центральную нервную систему в составе тройничного нерва (V пара черепных нервов).

## Медицинское значение
Повреждение цилиарной мышцы приводит к параличу аккомодации (циклоплегия). При длительном напряжении аккомодации (напр. длительное чтение или высокая нескорректированная дальнозоркость) происходит судорожное сокращение цилиарной мышцы (спазм аккомодации).
Ослабление аккомодационной способности с возрастом (пресбиопия) связано не с потерей функциональной способности мышцы, а со снижением собственной эластичности хрусталика.
Открыто- и закрытоугольную глаукому можно лечить агонистами мускариновых рецепторов (напр. пилокарпином), который вызывает миоз, сокращение цилиарной мышцы и увеличение пор трабекулярной сети, облегчение дренажа водянистой влаги в канале Шлемма и снижение внутриглазного давления.

## Кровоснабжение
Кровоснабжение мышцы осуществляется четырьмя передними цилиарными артериями. Они являются ветвями глазной артерии. Венозный отток осуществляется через передние цилиарные вены.